# James Delancey
James Delancey (Nueva York, 1732 - Bath, 8 de abril de 1800) fue un político colonial e hijo del Teniente Gobernador James De Lancey.
Nació en 1732 en Nueva York en una casa construida por su abuelo, Stephen De Lancey. Esta casa más tarde se hizo famosa y conocida como Fraunces Tavern. Tuvo dos hermanas, Martha y Susan De Lancey.
James fue enviado al extranjero para su educación, primero a Eton, y, en 1750, al colegio de su padre, Corpus Christi College, Cambridge.

## Carrera
Siguiendo los pasos de su padre, fue admitido en Lincoln's Inn en 1753, donde prosiguió sus estudios de derecho en compañía de otros ricos provincianos que encontraban este método de educación legal más atractivo que un aprendizaje pedestre con un abogado colonial en casa. Sin embargo, nunca ejerció la abogacía.

### Guerra Francesa e India
La Guerra Francesa e India estalló inmediatamente después de su regreso a América, por lo que al dejar la universidad entró en el ejército, alcanzando el rango de capitán. Se dice que fue ayudante de James Abercromby en la Batalla de Lake George de 1758 y que participó en la toma de Fort Niagara en 1759. Sus actividades militares terminaron con la muerte de su padre. La noticia de la muerte de su padre, el 30 de julio de 1760, le llegó después de haber abandonado Oswego en la vanguardia del ejército que se dirigía a Crown Point. Esto dejó a James con las responsabilidades de la jefatura de una de las familias más ricas y poderosas de la aristocracia provincial. De Lancey era, con la posible excepción de Frederick Philipse, el hombre más rico de la Provincia de Nueva York, y durante varios años se dedicó a aumentar sus propiedades terratenientes.
Durante su juventud en Inglaterra, adquirió los gustos deportivos de la época. Después de obtener su gran propiedad, importó los que se dice que fueron los primeros caballos de carreras ingleses o Purasangre que llegaron a Nueva York. Al cabo de unos años, reunió la mayor y más selecta yeguada y cuadra de caballos de carreras de la colonia, si no de todo el país. Se dice que fue el "padre del turf neoyorquino". Su principal oponente en las carreras y en la política fue Lewis Morris Jr., que más tarde fue uno de los firmantes de la Declaración de Independencia.

### Carrera política
Sus responsabilidades como cabeza de familia abarcaban no sólo el desarrollo de las extensas propiedades De Lancey y la dirección de los negocios mercantiles de la familia, sino también la continuación de la influencia política de los intereses De Lancey. Al principio, la fortuna política de la familia De Lancey sufrió un declive bajo James Jr., que carecía de la posición oficial dominante de su padre y de su poderosa influencia en Londres. En las elecciones a la Asamblea de 1761, la Livingston triunfó, pero sólo temporalmente, pues en la década siguiente James Delancey reforzó hábilmente su propia influencia y la de su partido.

### La facción política de De Lancey
Aunque líder del partido de la corte, James Delancey se ganó el favor del público en general por su oposición a la Ley del Timbre, pero se oponía al uso de la violencia popular para protestar contra las medidas británicas y estaba alarmado por la creciente actividad de los sin derechos. Aparentemente, la posición de Delancey en el momento de la Ley del Timbre le dejaba en buena posición ante las masas. El partido de Delancey ganó la delegación de la ciudad a la Asamblea en 1768, recibiendo James el segundo mayor número de votos del grupo, que derrotó a la combinación de abogados whigs. Los DeLancey preferían los métodos más conservadores y tradicionales de oposición a la ley británica: la no importación y el boicot a los infractores del acuerdo de no importación. Los DeLancey se alinearon así con el deseo imperante de los comerciantes de impedir que los artesanos desarrollaran la influencia que habían ejercido en la crisis de la Ley del Timbre.
Sin embargo, en octubre de 1769 la facción de DeLancey fue atacada por la comunidad artesana. El apoyo de los DeLancey disminuyó aún más cuando la Asamblea, controlada por DeLancey, aprobó un impuesto especial para recaudar fondos para aplicar la Ley del Acuartelamiento. Los DeLancey eran conscientes de que al aprobar el impuesto probablemente perderían su anterior apoyo artesano, pero el comercio había disminuido hasta un punto alarmante y había poca moneda disponible. James DeLancey era miembro del comité de correspondencia de Nueva York, que en 1774 envió una carta a Edmund Burke protestando contra los actos del gobierno británico. De Lancey reconocía la autoridad de los actos del Parlamento no contrarios a los derechos de los ingleses, pero negaba el derecho a gravar sin consentimiento.

### Viaje a Inglaterra
El 1 de abril de 1775, fue puesto en un comité para mantener correspondencia con otras colonias, pero para entonces las masas tenían poca confianza en la Asamblea controlada por DeLancey. Al darse cuenta de que su influencia en la provincia había sido prácticamente destruida, abandonó la colonia en abril de ese año, tras la Batalla de Lexington; viajando a través de Fort Stanwix a Canadá, zarpó hacia Inglaterra en mayo de 1775.
Hasta la evacuación de la ciudad, aún podía vivir cómodamente de los alquileres que seguían pagando sus inquilinos del Lower East Side. DeLancey tomó medidas de inmediato para obtener todo el dinero que pudiera de sus propiedades mientras los británicos seguían en Nueva York. En 1780, encargó a su cuñado y a sus abogados que vendieran sus propiedades en Nueva York. A partir del año de la aprobación de la Ley de Extinción de Dominio, los ingresos de DeLancey, ahora muy reducidos, se complementaron con una subvención de 200 libras anuales del Tesoro británico. De un total de 56.781 libras en indemnizaciones, DeLancey recibió finalmente 29.842 libras, sólo superado por Frederick Philipse en indemnizaciones a neoyorquinos.
Las impresionantes conexiones sociales de De Lancey le convirtieron en un líder natural de la causa Lealista en Inglaterra. En sus últimos años, DeLancey siguió frecuentando los círculos sociales más elevados del extranjero. Todavía en 1791, James Rivington se dirigió a él "en casa de Lord Southampton, Westminster".

## Vida personal
El 19 de agosto de 1771, DeLancey se casó con Margaret Allen, hija del juez William Allen de Pensilvania. Juntos fueron padres de cinco hijos que le sobrevivieron:
- Charles Stephen De Lancey (fallecido en 1840), que sirvió en la Marina Real británica.
- Margaret De Lancey, que en 1794 se casó con Sir Juckes Granville Juckes-Clifton (1769-1852), el Alto Sheriff de Montgomeryshire.[13][14]
- Ann De Lancey, que nunca se casó.
- Susan De Lancey (fallecida en 1866), que nunca se casó.
- James De Lancey (m. 1857), Teniente coronel de la Primera Guardia de Dragones.[12]

Ninguno de los cinco tuvo hijos. Se especula, con el apoyo de las inscripciones de las lápidas, que De Lancey tuvo una unión anterior con una miembro de la familia Livingston. Sólo se conoce su nombre de pila, Mary. Murió en 1770 dejando tres hijos: John, James y Mary. A través de fondos que se cree que fueron proporcionados indirectamente por De Lancey desde su exilio en Londres, estos niños fueron criados y educados.
La muerte de De Lancey en Bath, Inglaterra, está registrada en The Gentleman's Magazine del 8 de abril de 1800.

### Las propiedades de De Lancey
James De Lancey se construyó una mansión al norte de Broadway y Thames Street, un gran edificio de ladrillo con un camino de entrada semicircular que conduce a través de una hilera de magníficos árboles de sombra, una característica sobresaliente de su extensa finca. La casa daba al Bowery y estaba cerca de la actual Christie Street, entre las calles De Lancey y Rivington. El interior de la casa se comparaba en suntuosidad con las residencias de los londinenses ricos de la época y con las mansiones más costosas de Williamsburg, Virginia. En la parte trasera, la casa daba a un jardín formal, un lugar de exposición de la ciudad. Las fincas este y oeste de De Lancey se extendían desde Bowery, frente a Bayard Estates, hasta el East River y desde Division Street hacia el norte hasta Stanton Street, donde lindaban con las tierras de Pierre Van Cortlandt, Peter Stuyvesant y los señores Bayard, Watts y Rutgers. Cuando en 1765 su hermana Ann se casó con el juez e historiador lealista Thomas Jones, James De Lancey les regaló una finca de dos acres conocida como "Mount Pitt", en la parte más alta de Grand Street. Los alquileres de esta propiedad del Lower East Side constituían la parte principal de los ingresos de De Lancey, que invirtió en la adquisición de otras numerosas parcelas de bienes raíces.
Quince años de acumulación añadieron a sus posesiones una finca de treinta acres en Bloomingdale, que iba desde el límite sur de Central Park hasta el Río Norte. Con su amigo de la infancia James Duane, fue uno de los propietarios de Socialborough, poseyendo un área obtenida por concesión en 1771 y situada a ambos lados de Otter Creek en las actuales ciudades de Pittsford y Rutland, Vermont.
Tenía grandes propiedades en Minisink Patent, una concesión que se extendía hasta Nueva Jersey, y considerables acres en Northampton County, Pennsylvania. También poseía extensas propiedades en la zona de Cherry Valley y en otros puntos del condado de Albany, sobre todo en Canajoharie y Hosack, y en el condado de Tryon, incluidas las tierras del valle de Mohawk. Algunas de ellas las cedió a su cuñado, John Watts, en 1765. La finca de James De Lancey se considera a menudo como una ilustración clásica de los efectos democráticos de la Revolución, ya que sólo su propiedad del East Side fue recomprada a los comisionados por unos 275 propietarios.

### Carreras de caballos De Lancey
En la calle uno estaban los establos de De Lancey, en la calle dos un paddock para los caballos, y cerca una pista privada para entrenarlos. De Wildair, Lath y Cub Mare, importados por De Lancey, descendieron la mayoría de los grandes caballos de carreras de América antes de la Guerra Civil. De Lancey no se contentó con inscribir a sus corredores en los hipódromos locales -en Church Farm o Newmarket, en Hempstead Plain, y en Harlem-, aunque en estas competiciones locales tuvo que hacer frente a la dura competencia de Lewis Morris. En 1769, su caballo Lath ganó la bolsa de 100 libras del Center Course de Filadelfia, y en otra ocasión, en una carrera en Maryland, perdió media fanega de dólares de plata cuando un caballo con los colores de Dulany se le adelantó. Es significativo que una de las primeras resoluciones del Congreso Continental fuera instar a que, en vista del conflicto que se avecinaba, se suspendieran las carreras de caballos. Cuando De Lancey abandonó América en 1775 vendió toda su cuadra.</ref>